# Oud Sint Anthonygasthuis
Het Oud Sint Anthonygasthuis is een monumentaal pand in Leeuwarden in de Nederlandse provincie Friesland.

## Geschiedenis
Het Sint Jacobsgasthuis dat in 1478 was gesticht ging in de 16e eeuw op in het Sint Anthonygasthuis aan de Grote Kerkstraat. Het gasthuis voldeed in de 19e eeuw niet meer aan de eisen. In 1864 kwam er een Nieuw Sint Anthonygasthuis aan het Perkswaltje. Het oude gasthuis aan de Grote Kerkstraat werd in 1877-1880 vervangen. In het nieuwe pand werden twee gedenkstenen uit 1728 en 1783 ingemetseld. Het Nieuw Sint Anthonygasthuis en het Oud Sint Anthonygasthuis zijn beide gebouwd naar ontwerp van F. Stoett.
Het U-vormige gasthuiscomplex in eclectische stijl heeft de hoofdvleugel aan de Grote Kerkstraat en een lange zijvleugel aan de Sint Anthonystraat en een korte zijvleugel aan de Beijerstraat. In 1926 werd naar ontwerp van Willem Cornelis de Groot een erkeruitbouw toegevoegd aan de vleugel in de Beijerstraat. Het gebied tussen de vleugels wordt afgesloten door een gietijzeren hek. Boven het ingangsportaal staat het opschrift ANNO SINT ANTHONY GASTHUIS 1878. Op de sluitsteen wordt de klok van Sint Anthonius afgebeeld.

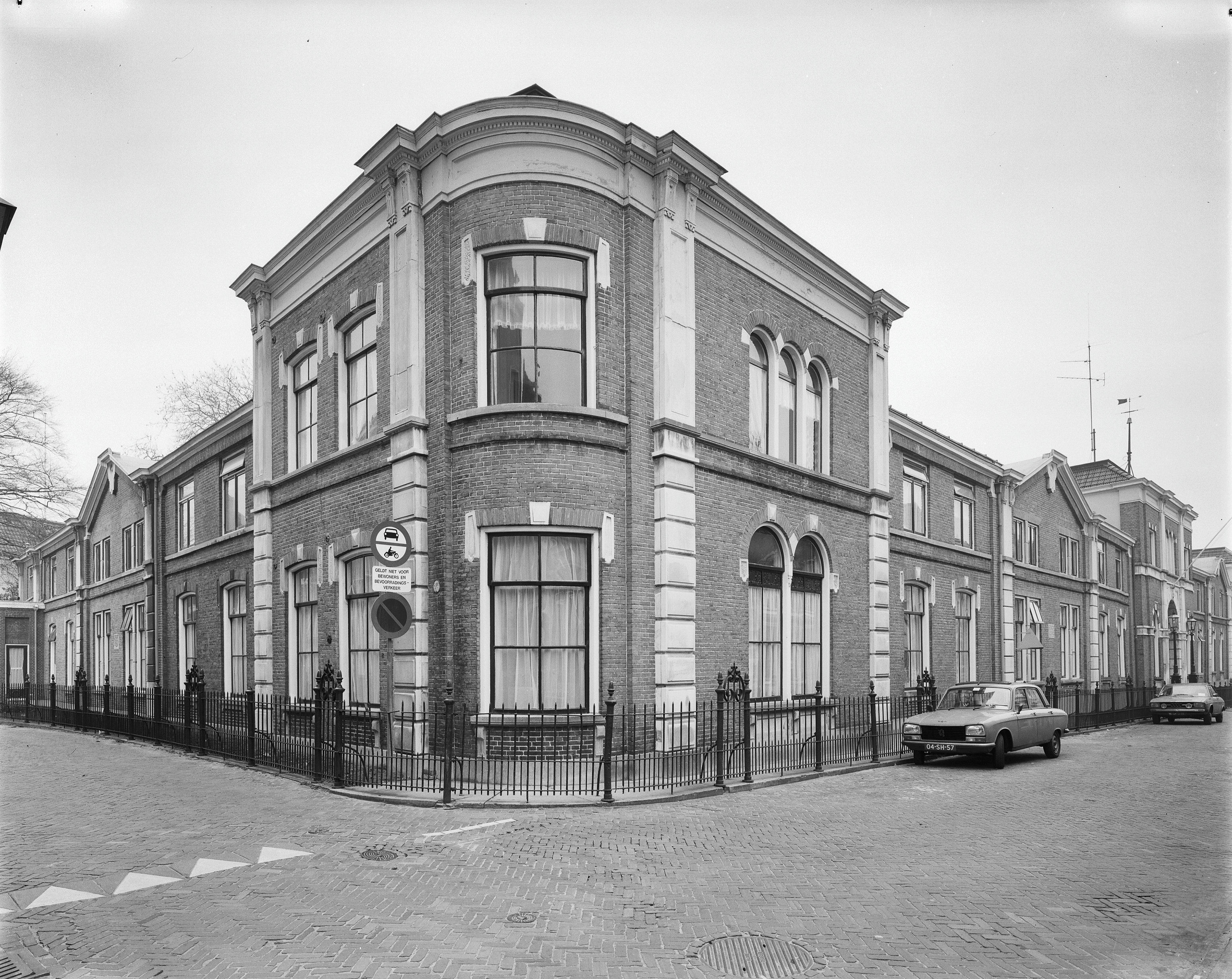
Hoek Beijerstraat en Grote Kerkstraat
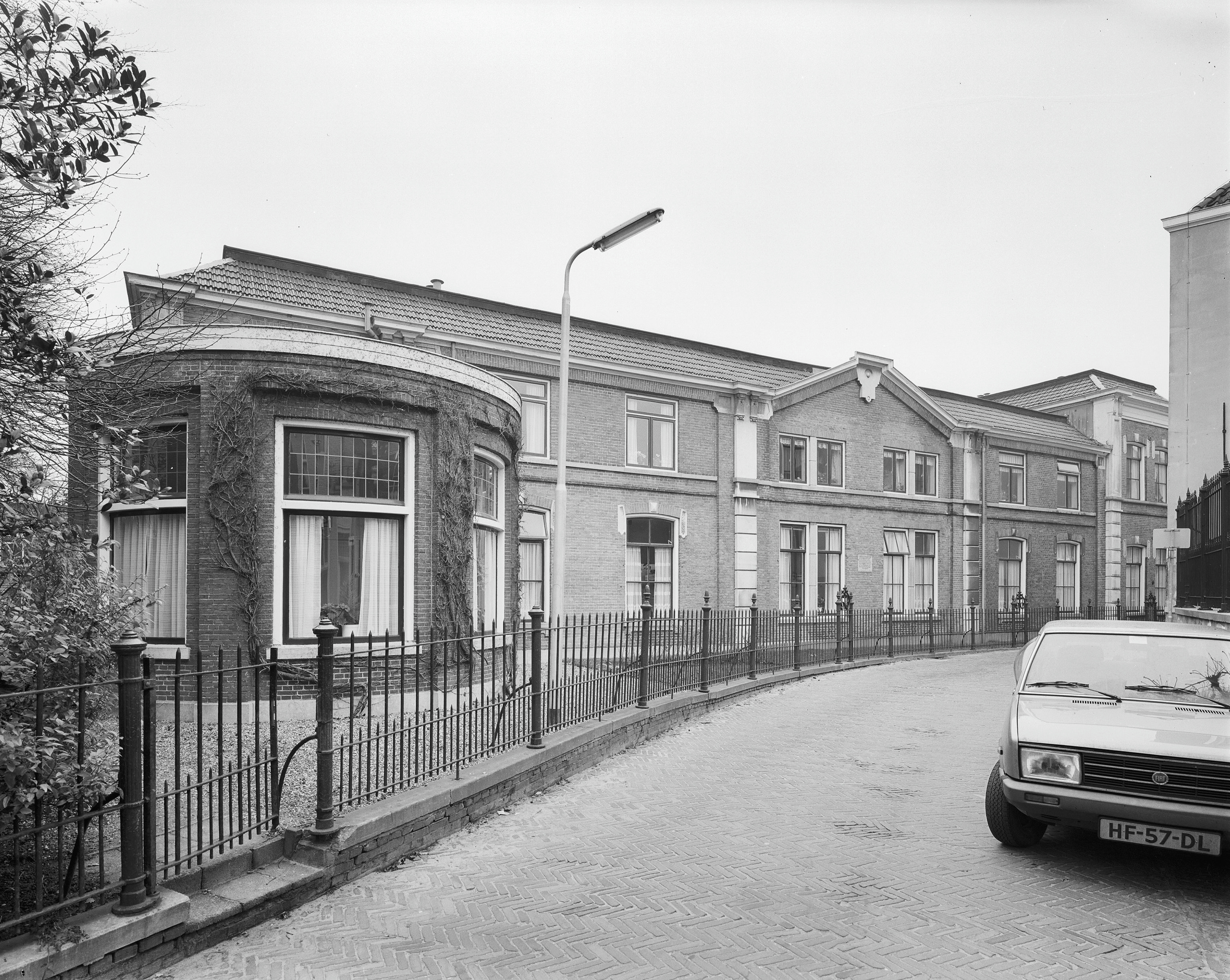
Vleugel aan de Beijerstraat
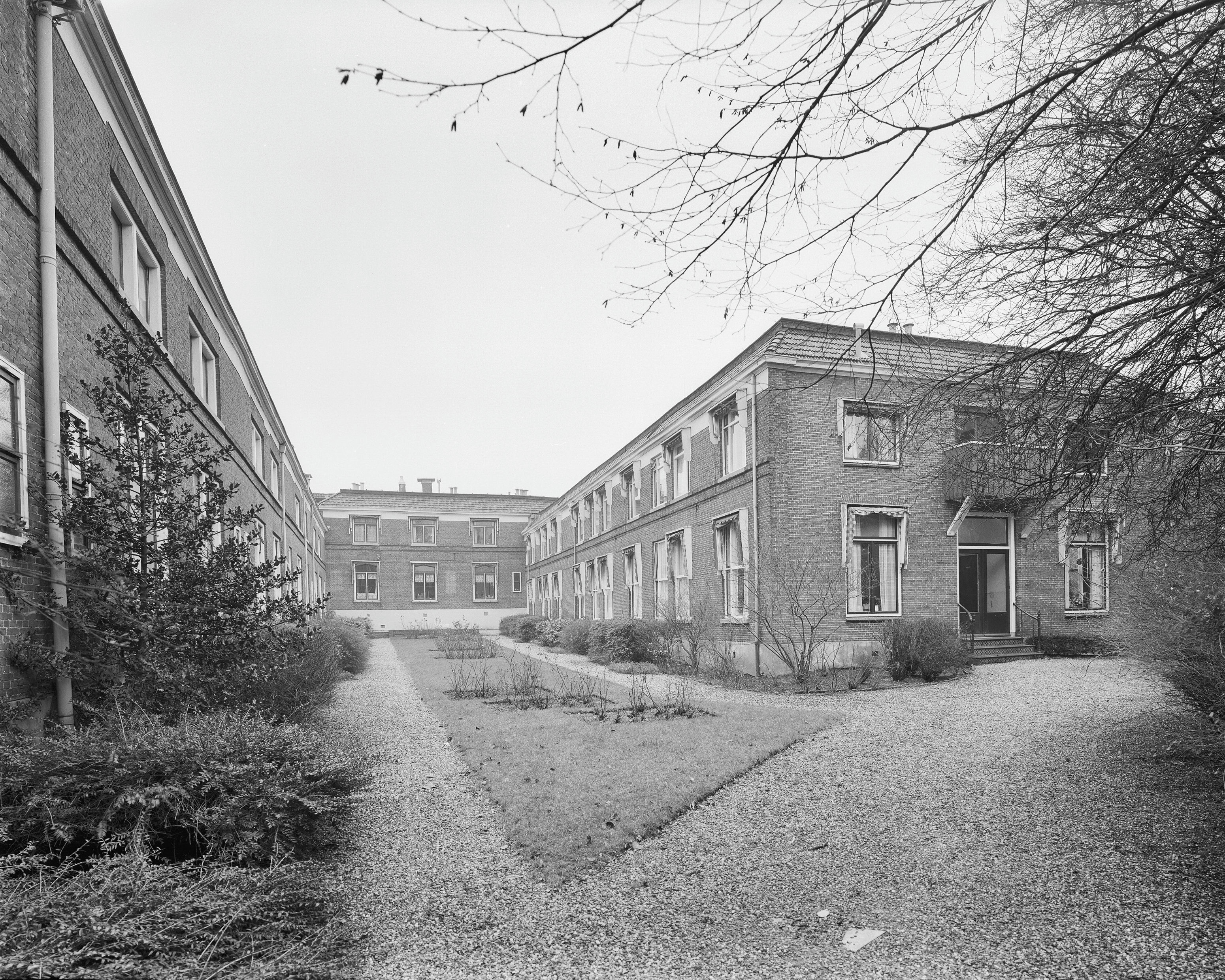
Achterzijde